# Дървесен гладкоопашат плъх
Дървесните гладкоопашати плъхове (Mallomys rothschildi), наричани също гигантски гладкоопашати плъхове и новогвинейски плъхове, са вид дребни бозайници от семейство Мишкови (Muridae).
Срещат се в екваториалните гори в планините на остров Нова Гвинея на надморска височина над 1200 метра. Живеят главно по дърветата, като се крият в хралупи и се хранят предимно с млади клонки.